# Fundación Sevilla Acoge

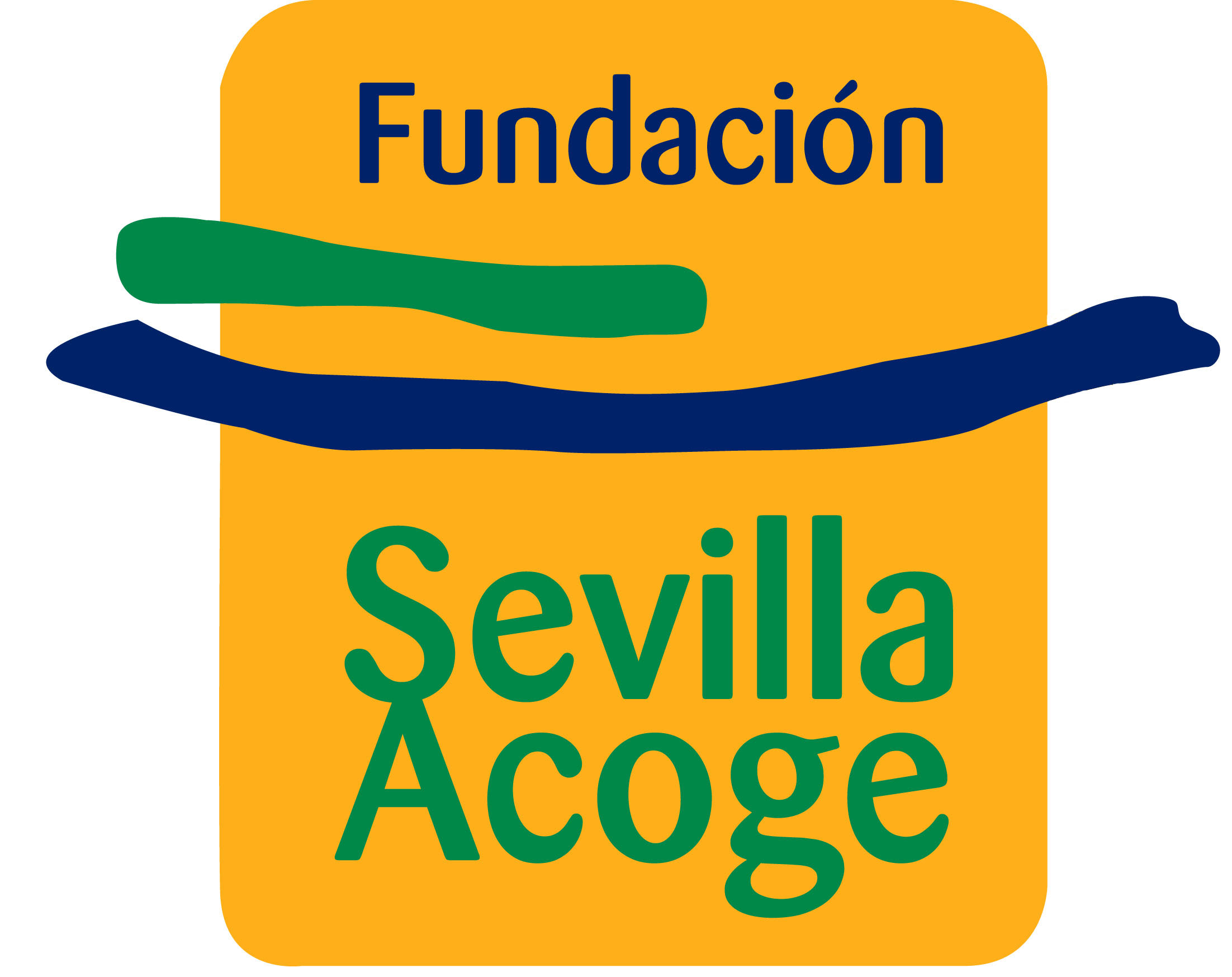
Logotipo de la Fundación Sevilla Acoge que se fundó en 1985

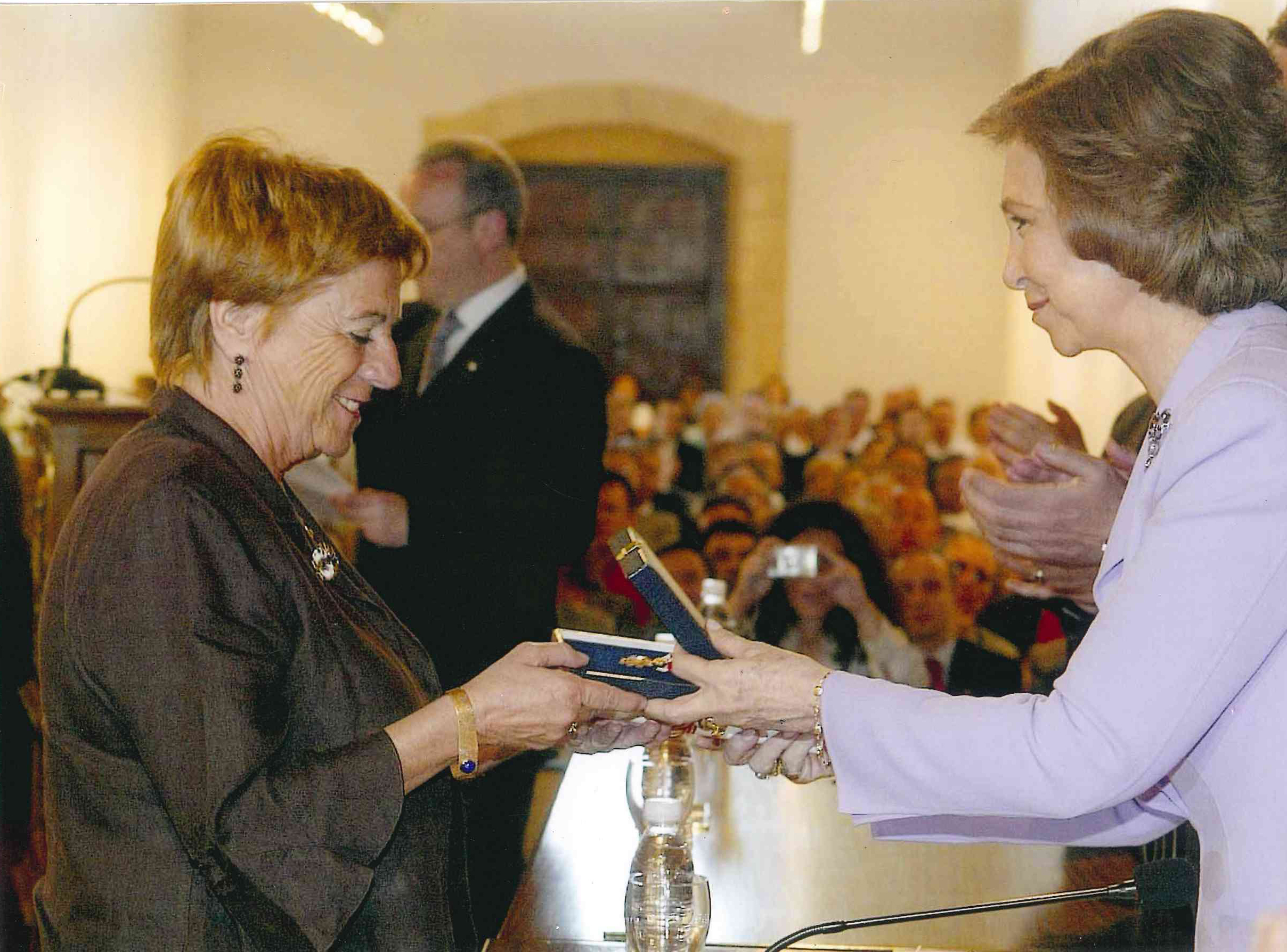
Reyes García de Castro Matías-Prats, fundadora de Sevilla Acoge, es galardonada en el año 2005 por las Medallas de Oro de la Cruz Roja a manos de la Reina Doña Sofía

La Fundación Sevilla Acoge es una entidad social creada por Reyes García de Castro en 1985 como asociación. Fue la primera organización nacional que se creó en España con el principal objetivo de trabajar con la población inmigrante en el país. En el 2005 se constituyó como fundación. Además, la Fundación Sevilla Acoge recibió en 2009 la 'Mención de Honor' en los Premios Andaluces al Voluntariado por parte de la Agencia Andaluza del Voluntariado. Este mismo año, recibió el Premio Solidarios del Festival de las Naciones de Sevilla, entre otros.

## Historia
La creación de la asociación Sevilla Acoge se gestó en uno de los viajes de la fundadora, Reyes García de Castro Martín-Prat, a África en los años setenta. Vivió durante varios años en Malí, donde trabajó como cooperante y tras su regreso a la provincia de Sevilla García de Castro creó Sevilla Acoge en el año 1985. El objetivo principal de la asociación era dar atención a los inmigrantes que llegaban a España en busca de una vida mejor siendo la asociación la primera organización nacional creada para este fin.

## Campaña ¿Y tú de quién eres?
Entre los hitos de la Fundación Sevilla Acoge destaca su campaña de sensibilización ¿Y tú de quién eres? destinada a conciencia de la importancia de la labor del tercer sector durante la coyuntura económica que vive el país (desde los inicios de 2008, con la crisis económica española de 2008-2014). La campaña denuncia que el 40% de la población andaluza está en riesgo de exclusión social, lo que provoca que los servicios de entidades como esta se encuentren desbordados debido a la aumenta de personas necesitadas.
La campaña es presentada a mediados del mes de noviembre en la sede de Radio Televisión Andaluza y cuenta con el apoyo del actor sevillano Paco Tous, el presentador de Buenos Días Andalucía, Carlos María Ruiz y el grupo sevillano 'No me pises que llevo chanclas', estos últimos dan nombre a la campaña con uno de sus míticos single. Por último, otros de las celebridades que se unen al apoyo de esta campaña es el ex Defensor del Pueblo Andaluz, José Chamizo de la Rubia, publicando el artículo de opinión '¿Y tú de quién eres'? que sale publicado en todos los periódicos impresos del Grupo Joly en Andalucía.
Durante los meses posteriores a la campaña, la Fundación Sevilla Acoge denuncia en diferentes medios tanto nacionales como regionales la situación crítica de la comunidad, así como la necesidad de aumentar la asistencia a los ciudadanos.

## Informe de Habitabilidad
Una de las áreas de trabajo de la fundación es el estudio del colectivo inmigrante en la sociedad. Entre los estudios de la entidad destaca el Informe de Habitabilidad de la vivienda y desahucios en la provincia de Sevilla (2013-2014) de personas inmigrantes que obtuvo un gran repercusión en los medios de la comunidad andaluza por los resultados de este.
El informe indica que el 45% de los inmigrante de la provincia de Sevilla se sienten en peligro de desahucio, un 17% de los encuestados ya ha sufrido un desalojo o están en proceso, el 36% viven en menos de 15 metros cuadrados y el 29% dedica más de 60% de sus ingresos a pagar el alquiler. Además, según los datos que se desprenden del informe, el 72%  no conoce ninguna entidad que pueda ayudarles a resolver problemas con su vivienda.
Este informe se lleva a cabo por la entidad tras denunciar esta la escasez de información oficial que existe sobre esta área de estudio.

## Reconocimientos
- 2010. VIII Premios Andalucía sobre Migraciones. Modalidad de programas educativos y sensibilización social.

- 2009. Premio Andaluz al Voluntariado. “Mención especial”. Agencia Andaluza del Voluntariado.

- 2009. VIII Premio Solidarios Festival de las Naciones.[18]

- 2005: Premios Fundación Social Universal. Categoría: Defensa de los Valores Humanos, Omar El Hartiti, Presidente de la Fundación Sevilla Acoge.[19][20]

- 2002: Medalla al Mérito de la Universidad Pablo de Olavide a Omar El Hartiti, Presidente de la Fundación Sevilla Acoge.[21]

- 1997. Premios Imserso. Comunicación, Integración Social e Investigación. Mención honorífica.[22]

- 1991: VIII Premio “Plácido Fernández Viagas”. La Asociación Derecho y Democracia 1990.[23]

- II Premio ‘Sevilla por la Paz’. Área de Cultura del Ayuntamiento de Sevilla.